# امیرآباد (قره‌قالپاقستان)
امیرآباد (به ازبکی: Amirobod) یک منطقهٔ مسکونی در ازبکستان است که در شهرستان تورتکول واقع شده‌است.